# 阿德莱德 (奥地利女大公)
阿德萊德（德語：Adelheid，1822年6月3日—1855年1月20日）是奥地利女大公和意大利撒丁尼亚王后
阿德萊德是神圣罗马帝国皇帝利奥波德二世的孙女。
1842年，她和维托里奥·埃马努埃莱二世在斯杜皮尼吉行宮结婚。阿德萊德婚后诞下八个孩子，其中只有五个活到成年。1855年，她因患上感冒和腸胃炎而去世。